# Wusappaning?!
Wusappaning?! är en EP av det amerikanska punkrockbandet Home Grown, utgiven 1996 på Burning Heart Records.

## Låtlista
1. "We Are Dumb"
2. "Shirley D. Pressed"
3. "Hanging Out"
4. "More Than Friends"
5. "Another Face in the Crowd"

### Fotnoter
1. ↑  ”Wusappaning?!”. Discogs.com. http://www.discogs.com/Home-Grown-Wusappaning/release/2011451. Läst 26 april 2012.